# What Hits!?
What Hits!? è una compilation dei Red Hot Chili Peppers, pubblicata nel 1992.

## Descrizione
Contiene alcune delle prime canzoni del gruppo, registrate per la EMI tra il 1984 e il 1991 (tra cui anche Show Me Your Soul, dalla colonna sonora di Pretty Woman).
L'album è un ottimo riassunto del primo, più originale e musicalmente importante, periodo della band passando attraverso vari stili (dal funk al punk attraverso il rock e strofe rap).

## Tracce
1. Higher Ground – 3:21 (Stevie Wonder)
2. Fight Like a Brave – 3:47 (Anthony Kiedis, Flea, Hillel Slovak, Jack Irons)
3. Behind the Sun – 4:45 (Michael Beinhorn, Anthony Kiedis, Flea, Hillel Slovak, Jack Irons)
4. Me & My Friends – 3:05 (Anthony Kiedis, Flea, Hillel Slovak, Jack Irons)
5. Backwoods – 3:06 (Anthony Kiedis, Flea, Hillel Slovak, Jack Irons)
6. True Men Don't Kill Coyotes – 3:36 (Flea, Anthony Kiedis, Cliff Martinez, Jack Sherman)
7. Fire – 2:01 (Jimi Hendrix)
8. Get Up and Jump – 2:50 (Flea, Jack Irons, Anthony Kiedis, Hillel Slovak)
9. Knock Me Down – 3:43 (Anthony Kiedis, Flea, John Frusciante, Chad Smith)
10. Under the Bridge – 4:24 (Anthony Kiedis, Flea, John Frusciante, Chad Smith)
11. Show Me Your Soul – 4:22 (Anthony Kiedis, Flea, John Frusciante, Chad Smith)
12. If You Want Me to Stay – 4:06 (Sly Stone)
13. Hollywood (Africa) – 4:58 (The Meters)
14. Jungle Man – 4:04 (Anthony Kiedis, Flea, Hillel Slovak, Cliff Martinez)
15. The Brothers Cup – 3:24 (Anthony Kiedis, Flea, Hillel Slovak, Cliff Martinez)
16. Taste the Pain – 4:34 (Anthony Kiedis, Flea, John Frusciante, D.H. Peligro)
17. Catholic School Girls Rule – 1:55 (Anthony Kiedis, Flea, Cliff Martinez)
18. Johnny, Kick a Hole in the Sky – 5:10 (Anthony Kiedis, Flea, John Frusciante, Chad Smith)

## Tracce bonus
1. Nevermind - 4:30
2. F.U - 1:50
3. Flea Fly - 0:24
4. Pea  (1990 Demo Version) (non accreditato nella versione LP del disco bonus)

## Formazione
- Anthony Kiedis - voce
- Flea - basso
- Hillel Slovak - chitarra (Freaky Styley, The Uplift Mofo Party Plan)
- Jack Sherman - chitarra (Red Hot Chili Peppers)
- John Frusciante - chitarra (Mother's Milk, Blood Sugar Sex Magik, brano Show Me Your Soul)
- Jack Irons - batteria (The Uplift Mofo Party Plan)
- Cliff Martinez - batteria (Red Hot Chili Peppers, Freaky Styley)
- Chad Smith - batteria (Mother's Milk, Blood Sugar Sex Magik, brano Show Me Your Soul)